# Jennifer Widom
Jennifer Widom (* 20. Oktober 1960 in Ithaca, New York) ist eine US-amerikanische Informatikerin, die im Bereich Datenbanksysteme und Datenmanagement arbeitet. Sie ist bekannt für ihre grundlegenden Beiträge zur semistrukturierten Datenverwaltung und zu Data Stream Management Systemen.
Seit 2017 ist Widom Dekanin der School of Engineering und Professorin für Computerwissenschaften an der Stanford University. Zu ihren Auszeichnungen gehören der Fletcher Jones Professor of Computer Science und mehrere Auszeichnungen für ihr Lebenswerk von der Association for Computing Machinery.

## Studium
Widom promovierte 1987 in Computerwissenschaften an der Cornell University und erwarb 1982 einen Abschluss in Trompete an der Jacobs School of Music der Indiana University Bloomington.

## Karriere
Widom begann ihre Karriere als Forscherin am IBM Almaden Research Center und kam 1993 als Professorin an die Stanford University. Von 2009 bis 2014 war sie Vorsitzende des Fachbereichs Informatik der Stanford University und von 2014 bis 2016 Senior Associate Dean für Fakultäts- und akademische Angelegenheiten an der School of Engineering. Im Februar 2017 wurde sie zur Dekanin der School of Engineering ernannt. Sie unterrichtet am Hasso Plattner Institute of Design der Stanford-Universität zu Design Thinking.
Widom ist seit 2005 Fellow der Association for Computing Machinery (ACM), Mitglied der National Academy of Engineering und seit 2009 der American Academy of Arts and Sciences.
Sie ist Mitautorin von vier wissenschaftlichen Lehrbüchern über Datenbanksysteme. Der Schwerpunkt dieser Bücher liegt auf dem Entwurf, der Verwendung und der Implementierung von Anwendungen und Verwaltungssystemen für Datenbanken.
Ende 2011 startete Widom einen der ersten Massive Open Online Courses (MOOCs) mit dem Titel Introduction to Databases. Der Kurs hatte mehr als 100 000 eingeschriebene Studierende und wurde zeitgleich mit zwei anderen MOOCs von Dozenten der Stanford University School of Engineering gestartet.

## Privatleben
Sie ist die Tochter von Lois Widom und Harold Widom, einem US-amerikanischen Mathematiker. Ihr Ehemann, Alex Aiken, ist ebenfalls Professor für Informatik in Stanford.

## Preise und Auszeichnungen
- 2007: ACM SIGMOD Edgar F. Codd Innovations Award
- 2015: ACM-W Athena Lecturer Award für ihre Arbeiten zur Einführung grundlegender Konzepte und Architekturen von aktiven Datenbanksystemen[12]
- 2015: Career Achievement Award der Indiana University School of Informatics and Computing
- 2018: Erna Hamburger Preis für ihre Arbeit mit MOOCs[13]
- 2018: Education Award der IEEE Technical Committee of Data Engineering

## Ausgewählte Veröffentlichungen
- Jennifer Widom mit Héctor García-Molina und Jeffrey Ullman, Database Systems: The Complete Book, Prentice-Hall, New Jersey, 2002. ISBN 978-0-13-031995-1
- Jennifer Widom mit Jeffrey Ullman, A First Course in Database Systems, Prentice-Hall, New Jersey, 1997 und 2002. ISBN 978-0-13-035300-9
- Jennifer Widom mit Héctor Garcia-Molina und Jeffrey Ullman, Database System Implementation, Prentice-Hall, New Jersey, 2000. ISBN 978-0-13-040264-6
- Jennifer Widom mit Stefano Ceri, Active Database Systems: Triggers and Rules for Advanced Database Processing, Morgan Kaufmann, San Francisco, 1996. ISBN 978-1-55860-304-2